# Phytoecia testaceolimbata
Phytoecia testaceolimbata är en skalbaggsart som beskrevs av Maurice Pic 1933. Phytoecia testaceolimbata ingår i släktet Phytoecia och familjen långhorningar. Inga underarter finns listade i Catalogue of Life.